# Walther vom Rath
Carl Rudolf Walther vom Rath (né le 11 septembre 1857 à Amsterdam, mort le 2 février 1940 à Kronberg im Taunus) est un avocat, entrepreneur allemand, premier vice-président du conseil de surveillance d'IG Farben.

## Biographie
Carl Rudolf Walther vom Rath est le deuxième des trois fils et troisième des cinq enfants de l'homme d'affaires Wilhelm von Rath et de son épouse, sa cousine Henriette vom Rath. Walther est aussi le neveu de Carl et d'Adolph vom Rath (de), les frères de sa mère. Sa famille s'installe à Cologne en 1872.
Vom Rath suit d'abord des cours privés à Amsterdam avec ses frères et sœurs, puis entre au lycée Frédéric-Guillaume de Cologne (de) en 1872, où il passe son baccalauréat en juillet 1874.
Après plusieurs mois d'un emploi commercial dans l'entreprise de son père Deichmann et vom Rath à Amsterdam, il commence des études de droit à Bonn, où il rejoint le Corps Palatia Bonn devient greffier en 1879 puis assesseur à la cour de Berlin.
Le 20 mars 1886, il épouse à Francfort-sur-le-Main Maximiliane Meister, avec qui il aura un fils et trois filles.

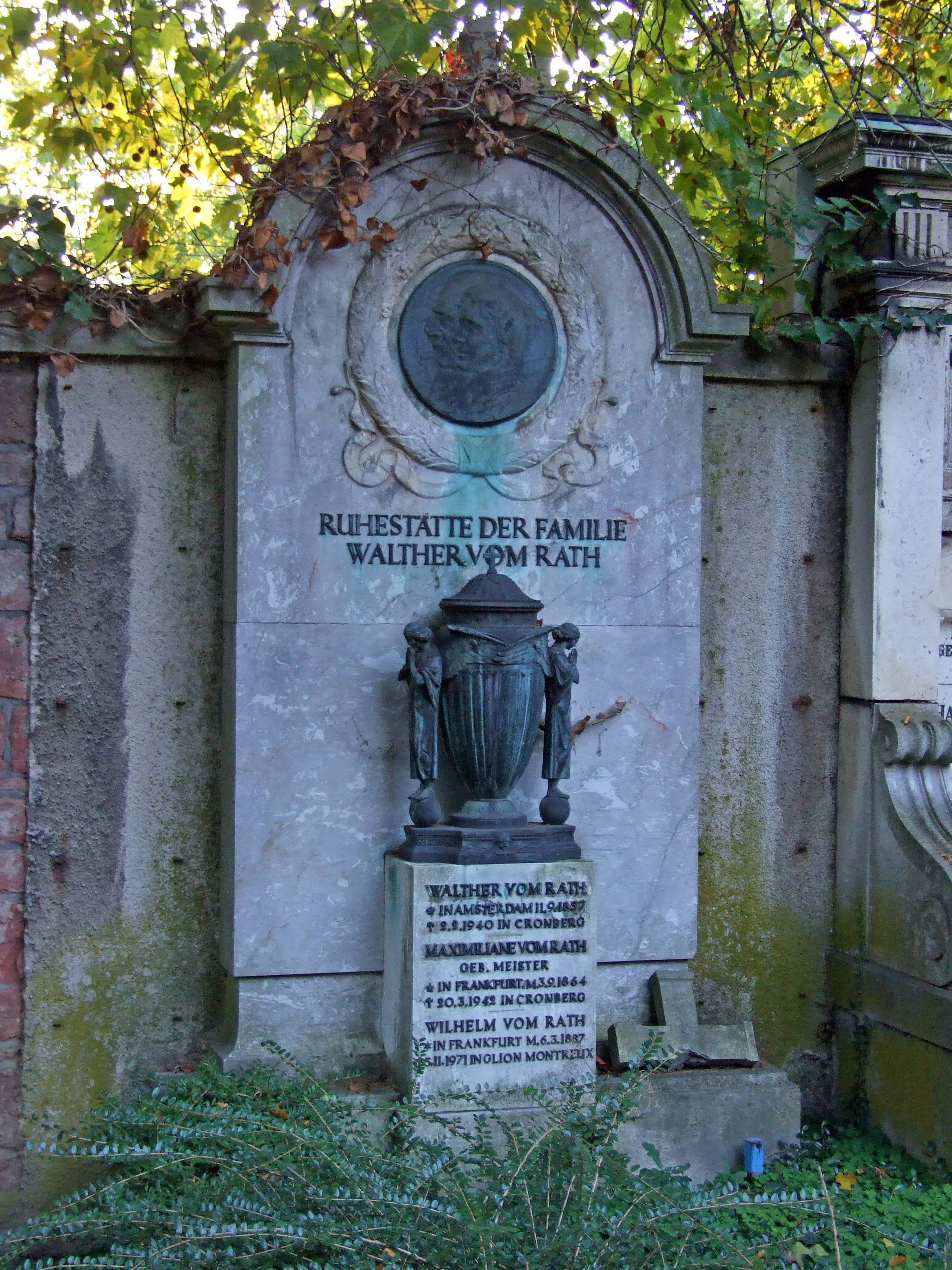
Tombe de la famille Walther vom Rath à Francfort-sur-le-Main

Après avoir été plusieurs années au bureau du procureur de Francfort, il démissionne en 1890 pour remplacer son beau-père Wilhelm Meister (de) au conseil de surveillance de la société Hoechst dont il reprend la présidence après la démission du cofondateur Eugen Lucius (de) en 1902.
En 1925, l'entreprise se réunit avec sept autres entreprises pour créer IG Farben. Vom Rath est élu vice-président du conseil de surveillance de la nouvelle société. Il siège aussi au conseil d'administration de plusieurs autres sociétés.
Vom Rath est un mécène pour les sciences et les arts. Il soutient les travaux de Ferdinand von Zeppelin avec qui il crée DELAG en 1900. Il s'implique dans les fondations de la Société Kaiser-Wilhelm et de l'université Johann Wolfgang Goethe de Francfort-sur-le-Main en 1914. En 1909, Guillaume II d'Allemagne le nomme pour la Chambre des seigneurs de Prusse.